# MADOSZ
MADOSZ (acronim pentru Magyar Dolgozók Szövetsége, Uniunea Muncitorilor Maghiari din România) a fost o formațiune politică fondată la Târgu Mureș în august 1934. Președintele partidului a fost Gyárfás Kurkó, secretar general Ladislau Banyai. În urma conferinței generale a MADOSZ-ului din 16 octombrie 1944, la Brașov, aceasta s-a transformat în Uniunea Populară Maghiară din România (UPM).